# Journal of Neurosurgery: Spine
Das Journal of Neurosurgery: Spine, abgekürzt J. Neurosurg. Spine, ist eine wissenschaftliche Fachzeitschrift, die von der American Association of Neurological Surgeons veröffentlicht wird. Die Zeitschrift erschien zuerst als Beilage zum Journal of Neurosurgery bevor sie 2004 als eigenständige Zeitschrift etabliert wurde. Sie erscheint mit sechs Ausgaben im Jahr. Es werden Arbeiten veröffentlicht, die sich mit neurochirurgischen Fragestellungen beschäftigen.
Der Impact Factor lag im Jahr 2014 bei 2,383. Nach der Statistik des ISI Web of Knowledge wird das Journal mit diesem Impact Factor in der Kategorie Chirurgie an 56. Stelle von 198 Zeitschriften und in der Kategorie klinische Neurologie an 92. Stelle von 192 Zeitschriften geführt.